# Hieracium adenocomum
Hieracium adenocomum es una especie de planta con flor del género Hieracium, de la familia Asteraceae, orden Asterales.

## Distribución
Hieracium adenocomum se distribuye por Perú.

## Taxonomía
Fue descrita científicamente por Sleum. Fue publicada en Repert. Spec. Nov. Regni Veg. 41: 117 (1936).